# ByHours
ByHours ist die erste Buchungsplattform für Mikroaufenthalte, wodurch Hotels auch stundenweise gebucht werden können. Das Unternehmen wurde im März 2012 in Barcelona gegründet und führt derzeit mehr als 2.500 Hotels auf drei Kontinenten (971 Hotels in Spanien 424 in Deutschland, 211 in Frankreich, 126 in Kolumbien und 522 in Italien usw.). Das Unternehmen bietet Hotelreservierungen in 50 Ländern in Europa, Amerika und Asien an und  erhielt dafür internationale Finanzierungen von vielen Investoren. Die neuesten registrierten Finanzierungsrunden, sind jene im November 2017 (3 Mio. €), im April 2014 (2,6 Mio. €) und im August 2016 (1,5 Mio. €). Die anfängliche Finanzierung wurde von Cabiedes zur Verfügung gestellt und Partners und Caixa Capital (600.000 €) im Juli 2013. Im Jahr 2014 wurden, laut Travelmole, mehr als 150.000 Buchungen über ByHoursin mehr als 1.500 Hotels in Spanien getätigt.

## Geschichte
ByHours wurde von Christian Rodriguez und Guillermo Gaspart im März 2012 gegründet. Das Unternehmen hat seinen Sitz in Barcelona (Spanien). Die Unterkünfte befinden sich in Großstädten in Europa, dem Nahen Osten und Lateinamerika.

## Fonds
Im Juli 2013 hat ByHours ein Startkapital von 600.000 Euro von Cabiedes Partner und Caixa Capital eingenommen.

## Auszeichnungen
- Bester Start-up in das Jahr 2012 in Spanien bei den Ecommerce Awards.[15][16]
- Ausgezeichnet als erster Preis in der Kategorie Reise-Webshop und Tourismus der Ecommerce Awards.[15][16]